# Св. св. Константин и Елена (Кръстилци)
„Св. св. Константин и Елена“ е възрожденска църква в светиврачкото село Кръстилци, България, част от Неврокопската епархия на Българската православна църква. Обявена е за паметник на културата.

## Архитектура
Църквата е построена през втората половина на XIX век. В архитектурно отношение представлява трикорабна псевдобазилика. Първоначално е имала и пристроено училище и екзонартекс от западната страна, които по-късно са разрушен и е добавена камбанария и две помещения за ритуални нужди. Женската църква в западната част на наоса е рисуван дървен балкон и кошовиден парапет. Таваните са дъсчени, касетирани и апликирани с живописна украса. В 1888 година Андон Зограф изписва царските и обредните икони на иконостаса. Църквата е изписана със 102 сцени в 1910 година от Димитър Сирлещов, който прави и цокълните икони и царските двери на иконостаса. Иконостасът е с частична плоска резба по царските двери, кръжилата и венчилката. Художествена стойност имат и кованите свещници и рисуваната ракла в храма.